# Думнов, Афанасий Перфильевич

## Биография
Афанасий Перфильевич Думнов (1887—1970) — из рода Василия Думнова — одного из первых переселенцев-староверов в Сибирь, Забайкалье, основателей села Тарабагатай.
Родословная:
- Василий Думной — сыновья Павел, Иван и Михаил.
- Михаил — сыновья Ефрем (1795−1865), Филипп (1815—?), Яков, Перфил (1862), Афанасий (1899—1970), Леонид, Евгений и Виктор.
- У крестьянина Перфила Яковлевича было два сына — Афанасий и Спиридон и дочери — Анна, Агриппина, Акулина. Семья была благочестивая, крепко держалась старой веры. Мальчишкой Афанасий освоил церковную грамоту и пел на клиросе в старообрядческой церкви. Жена Афанасия — дочь ключевского крестьянина — Назара Трифонова — Евдокия. В 1914 году у них родился первенец — Филимон.

Афанасий Думнов — полный кавалер солдатского Георгиевского креста, был также награждён Георгиевскими медалями «За храбрость». Фельдфебель 5-й роты 14-го Сибирского стрелкового полка 4-я Сибирской стрелковой дивизии под командованием генерал-лейтенанта Н. Ф. Краузе. Призван в действующую армию 18.07.1914 года. Направлен в состав 2-го Сибирского армейского корпуса, вступившего в бой с войсками Кайзеровской Германии в конце сентября 1914 года под Варшавой. Сразу после прибытия 4-я Сибирская стрелковая дивизия вела тяжелые оборонительные бои (недоступная ссылка) под г. Тарчин к 28.09 развернувшись восточнее г. Надаржин Блонского уезда. Первый Георгиевский крест 4 степени получил за бой 1 октября 1914 г. у деревни Копытово (совр. Kopytów-Majątek в 3 км восточнее Блоне), когда Думнов объединил товарищей и выбил противника из укреплённой позиции. Георгиевский крест 3 степени Афанасий Думнов получил за штурм крепости Перемышль 14 февраля 1915 г., когда он снова объединил товарищей и выбил противника из укреплённой позиции и обеспечил захват пленных. Георгиевским крестом 2 степени награждён согласно Приказу № 200 от 31.08.1915 г. «за участие в бою 4 июля 1915 г. на высоте 131, когда при убыли из строя офицеров, принял командование ротой, восстановил в ней порядок и под его руководством была занята неприятельская позиция». 25 ноября 1915 года награждён Георгиевским крестом 1 степени — «за бой под местечком Воля Городенице, в котором, будучи раненным, после перевязки возвратился в строй и снова принял участие в бою». Кавалер всех Георгиевских крестов, Думнов был также награждён Георгиевскими медалями «За храбрость» После лечения в госпитале в чине подпрапорщика Думнов был отправлен в отпуск и в ноябре 1916 года вернулся в с. Тарбагатай.
В январе 1920 г. у горы Омулевка оборонял родное село от нападения сборного отряда (в 400 штыков с одной сотней сабель при двух орудиях из белочехов, японцев и Семеновцев из «дикой» дивизии ген. Левицкого, собрав всё взрослое население села и вооружив людей охотничьими ружьями, вилами и пиками. После Гражданской войны Афанасий Перфильевич был избран председателем Тарбагатайского сельсовета. Арестован в октябре 1929 года, 12 февраля 1930 года особой тройкой при ОГПУ по Сибкраю по статьям 58-8 (террористический акт), 58-10 (антисоветская пропаганда), 58-11 (участие в антисоветской организации), виновным себя не признал, заключен в лагерь на 5 лет) и отправлен на строительство Беломорканала. Члены его семьи были также репрессированы, находились в ссылке в Ирбейском районе Красноярского края. Вторично репрессирован в 1941 году. Реабилитирован в 1964 году.